# لینا یاکوپووا
لینا یاکوپووا (روسی: Лина Арбиевна Якупова؛ زادهٔ ۶ سپتامبر ۱۹۹۰) بازیکن فوتبال اهل اتحاد جماهیر شوروی سوسیالیستی است.
وی همچنین در تیم ملی فوتبال زنان روسیه بازی کرده‌است.